# Point of Bay
Point of Bay är en ort i Kanada.   Den ligger i provinsen Newfoundland och Labrador, i den östra delen av landet, 1 600 km öster om huvudstaden Ottawa. Antalet invånare är 163.
Terrängen runt Point of Bay är platt. Trakten är glest befolkad. Närmaste större samhälle är Botwood, 13,3 km sydväst om Point of Bay. 